# Rafel Socias Miralles
Rafel Socias Miralles Vermell (Montuïri, 1923-2006) va ser un perit mercantil mallorquí. Oposità l'any 1946 a la Caixa de Pensions per a la Vellesa i d'Estalvis i aconseguí una plaça a Catalunya. Un any després s'incorporà a una plaça vacant a les Illes Balears.
Va ser vocal provincial de banca, borsa i estalvi a Palma, entre l'any 1956 i el 1957. Vocal nacional del Sindicat de Banca, Borsa i Estalvi representant de Ceuta, Melilla, Canàries i Balears. Nomenat president del Comitè d'Empresa de La Caixa i fundador del Sindicat Independent d'Estalvis de La Caixa. Delegat de La Caixa a Felanitx des de 1963 fins a 1984 i vocal nacional d'estalvi.
També fou el promotor de la primera llar del pensionista que va existir a les Illes Balears i que té la seu a Felanitx des del 1976. Des de la seva jubilació del món professional, el dia 31 de desembre de 1984, es va dedicar activament a millorar la qualitat de vida de les persones majors i va aconseguir que es creessin més de 40 clubs o associacions per a persones majors a Mallorca. L'1 de gener de 1984 va ser nomenat president del Club de Persones Majors de Montuïri. Des del 1987 fins al 2004 va ser president de la Federació Balear de Persones Majors.
Durant dos mandats, des del 1996 fins al 2004, va exercir com a vocal del Consell Estatal de Persones Majors i durant 16 anys que fou membre de la Junta Directiva de la FIAPA, Federació Internacional de Persones Majors. Des de la creació, l'any 2005, va el president de la Confederació de Federacions de Persones Majors i el 2006 va rebre el Premi Ramon Llull.